# Thylacodes aureus
Thylacodes aureus is een slakkensoort uit de familie van de Vermetidae. De wetenschappelijke naam van de soort is voor het eerst geldig gepubliceerd in 1978 door Hughes.